# 歐盟外交
歐盟外交是指歐盟和未加入歐盟的第三國之間的外交關係。

## 歐盟和歐洲的歐盟非會員國之間的關係

### 西歐
挪威、冰島、列支敦士登參加了歐洲經濟區，已被融入歐盟的單一市場。瑞士雖然沒有加入歐洲經濟區，但兩者之間有經濟協議，並通過歐洲自由貿易聯盟參與單一市場。安道爾、摩納哥、聖馬利諾、教廷等迷你國家使用歐元。

### 西巴爾幹和土耳其
西巴爾幹諸國和土耳其都是歐盟的加盟候選國或潛在加盟國。

### 東歐
東歐各國除了俄羅斯之外都是歐洲睦鄰政策的對象國，有可能加入歐盟。現在這些國家中，亞美尼亞、喬治亞、摩爾多瓦、烏克蘭對加入歐盟較為積極，白俄羅斯則和歐盟關係冷淡。

### 地中海沿岸諸國
地中海沿岸諸国長期是歐盟外交政策的重點。所有歐盟國家也都是地中海聯盟的會員國。

## 和主要國家的關係

### 中華人民共和國
歐盟重視和中國的關係，但兩者在人權問題等方面存在根本衝突。自六四事件之後，歐盟對中國實施武器禁運。
2021年4月21日，歐盟委員會主席馮德萊恩和歐盟外交和安全政策高級代表博雷利向歐盟27國的領袖致函，內部報告指出歐盟和中國有根本分歧，包括經濟制度、全球化管理、民主及人權等。報告提到中國政府過去兩年趨向專政，進一步加強控制國內社會以及打壓新疆、西藏和香港，為中歐關係帶來負面影響。報告亦關注南海的和平穩定和台灣海峽的緊張局勢。

### 印度
印度是最早和歐盟展開合作關係的國家之一，2007年，印度和歐盟之間簽訂了自由貿易協定。2021年5月8日，歐盟成員國領導人與印度總理納倫德拉·莫迪舉行視像會議，雙方同意重啟自2013年擱置的自貿協定談判，以應對當前挑戰。有分析稱這是印歐聯手對抗日漸強大的中國。

### 俄羅斯
俄羅斯是歐盟的最大鄰國，但俄羅斯沒有參加歐洲睦鄰政策。雖然歐盟在能源上依賴俄羅斯，但兩者之間關係難言良好。

### 美國
歐盟視美國為戰略夥伴，兩者在意識形態和文化上有頗多共通之處，但兩者之間也存在對立。

### 日本
自1991年以來，日本和歐盟之間舉辦有日歐定期首腦協議。

## 國際機構
歐盟參加了多個國際組織活動。例如歐盟以觀察員身份參加了聯合國。

## 外部連結
- External Relations Commissioner （页面存档备份，存于）
- External Relations （页面存档备份，存于）
- EU in the world （页面存档备份，存于）
- ENP （页面存档备份，存于）
- Common Foreign and Security Policy (CFSP) （页面存档备份，存于）
- Activities （页面存档备份，存于）
- European Union @ United Nations
- Presidency Report on the EEAS （页面存档备份，存于） (23 October 2009)
- European Union Institute for Security Studies （页面存档备份，存于）
- EU Neighbourhood Info Centre
- EU Neighbourhood Library